# Cameronianie
Cameronianie – grupa prezbiterian szkockich utworzona przez duchownego Richarda Camerona. Grupa ta odrzucała swobodę wyznania wprowadzoną przez króla Karola II i ogłosiła jego detronizację. Cameronianie uważali, że przyznanie swobód episkopatowi anglikańskiemu połączone z przywróceniem prezbiterianizmu w Szkocji jest podstępnym uzależnieniem Szkotów od władzy świeckiej i religijnej króla. Richard Cameron zginął w walce z królewskimi wojskami. Po rewolucji angielskiej, kiedy na tron wstąpił Wilhelm III, cameronianie przyłączyli się do szkockich wspólnot prezbiteriańskich. W 1706 roku po raz kolejny się zbuntowali, lecz siły królewskie pokonały ich pod Edynburgiem. Pokonani zgodzili się przystąpić na powrót do Kościoła szkockiego. W 1743 roku przyjęli nazwę prezbiterian reformowanych. W 1876 roku przeszli ostatecznie do niezależnego Kościoła szkockiego.